# Патково
Патково је средњовековна жупа и историјска област која је захватала простор од ушћа реке Ереник у Бели Дрим, затим десном обалом Белог Дрима на југ до села Рогово. Од Рогова граница скреће према југозападу и иде вододелницом преко врха Паштрика, затим јужно од брда Гољај скреће на запад и пресеца реку Скатину и пролазећи јужно од села Хељшан избија на планински венац северно од села Радогоша. Западна граница Паткова иде од Радогоша на север вододелницом, остављајући западно од границе села Горај, Бабину и Тропоју. На северу граница иде Врелом, од његовог извора до ушћа у Ереник, па низ Ереник до ушћа у Бели Дрим. Падом српске средњовековне државе под османску власт мењају се и име и границе жупа, па се каснија област Хас делимично поклапа са жупом Патково. Административно овај простор захвата делове општине Ђаковица на Косову и Метохији (Србија) и општине Хас у Албанији.